# فیلم بادام زمینی
فیلم بادام زمینی (انگلیسی: The Peanuts Movie) فیلمی انیمیشن در سبک کمدی به کارگردانی استیو مارتینو است که در سال ۲۰۱۵ منتشر شد.